# Animation
Animation – trzeci solowy album Jona Andersona wydany w 1982 r.

## Spis utworów
1. Olympia (4:58)
2. Animation (9:07)
3. Surrender (3:53)
4. All In A Matter Of Time (3:06)
5. Unlearning (The Dividing Line) (4:56)
6. Boundaries (3:20)
7. Pressure Point (4:36)
8. Much Better Reason (4:27)
9. All Gods Children (4:25)